# Щетинин, Дмитрий Анатольевич
Дмитрий Анатольевич Щетинин (род. 15 июля 1970, Красноярск) — советский и российский игрок в хоккей с мячом, полузащитник, тренер. Главный тренер хоккейного клуба «СКА — Уральский трубник» с марта 2025 года.

## Карьера

### Клубная
Заниматься хоккеем с мячом начал в 1976 году в Красноярске в школе «Енисея». Первый тренер — Б. Н. Бутусин.
Играл на позиции бортового полузащитника.
В сезоне 1987/88 был игроком красноярской команды «Рассвет», принимающей участие в соревновании команд первой лиги чемпионата СССР.
С сезона 1987/88 и до февраля 2000 года выступает за команду мастеров «Енисея». В её составе дважды побеждает в чемпионате СССР (1989, 1991) и Кубке европейских чемпионов (1988, 1989), трижды — в Кубке России (1997, 1998, 1999).
С февраля 2000 по декабрь 2002 года был игроком кемеровского «Кузбасса». В сезоне 2000/01 завоевал с «Кузбассом» первые для команды в российской истории бронзовые медали чемпионата России и первый Кубок России.
Продолжил игровую карьеру в хабаровском «СКА-Нефтянике», выступая за команду с января 2003 до окончания сезона 2003/04, побеждая с командой в Кубке России (2004).
С 2004 по 2008 год вновь в «Енисее».
Завершает игровую карьеру в 2008 году.

### Тренерская деятельность
С 2008 по 2013 год был главным тренером команды «Енисей-2», принимающей участие в первенстве России среди команд первой лиги. В сезоне 2008/09 был главным играющим тренером.
В 2013 году вошёл в тренерский штаб команды «Динамо-Казань», в котором стал помощником Владимира Янко.
С 2014 по 2016 год был главным тренером «Динамо-Казани».
Входил в тренерский штаб молодежной сборной России, возглавляемый Сергеем Мяусом, на победном для команды чемпионате мира 2013 года.
Возглавлял юниорскую сборную России на победных для неё первенствах мира 2012, 2017, 2018, 2020 годов.
Перед сезоном 2020/21 вошёл в тренерский штаб «Кузбасса».
В январе 2021 года назначен главным тренером «Кузбасса», сменив на своём посту Сергея Большакова. Возглавлял тренерский штаб команды до апреля 2023 года.
После назначения Ильяса Хандаева главным тренером «Кузбасса», в апреле 2023 года переходит на должность спортивного директора клуба, исполняя свои обязанности до марта 2024 года.
В апреле 2024 года назначен генеральным менеджером «СКА-Нефтяника». Старший тренер «СКА-Нефтяника» на период выступления команды в Кубке России 2024 года. 
В феврале 2025 года вошёл в тренерский штаб команды «СКА — Уральский трубник», возглавляемый Евгением Иванушкиным.
В марте 2025 года назначен главным тренером «СКА — Уральского трубника».

## Достижения

### В качестве игрока
«Енисей»
 Чемпион СССР (2): 1988/89, 1990/91 

 Серебряный призёр чемпионата СССР: 1989/90 

 Серебряный призёр чемпионата России (2): 1998/99, 1999/2000 

 Обладатель Кубка России (3): 1996/97, 1997/98, 1998/99 

 Финалист Кубка СССР: 1989/90 

 Финалист Кубка СНГ: 1991/92 

 Бронзовый призёр Кубка России: 1999/2000 

 Бронзовый призёр Спартакиады народов СССР: 1990 

 Обладатель Кубка европейских чемпионов (2): 1988, 1989 

 Серебряный призёр Кубка европейских чемпионов: 1991
«Кузбасс»
 Бронзовый призёр чемпионата России (2): 2000/01, 2001/02 

 Обладатель Кубка России: 2000/01
«СКА-Нефтяник»
 Обладатель Кубка России: 2003/04
Сборная СССР (до 19 лет, до 17 лет)
 Бронзовый призёр чемпионата мира среди юниоров: 1988 

 Чемпион мира среди юношей: 1987
Личные
- Символическая сборная Кубка мира: 1999

### В качестве тренера
«Кузбасс»
 Серебряный призёр чемпионата России: 2022/23 

 Бронзовый призёр чемпионата России: 2021/22
Сборная России (юниорская)
 Чемпион мира (4): 2012, 2017, 2018, 2020

### Комментарии
1. ↑  Количество игр и голов за клуб(ы) в высшем дивизионе чемпионатов СССР/СНГ/России